# Derde Slag om Charkov
De Derde Slag om Charkov (Duits: Schlacht bei Charkow, Oekraïens: Третя битва за Харків) was de laatste belangrijke strategische overwinning van Duitsland in de Tweede Wereldoorlog. Het gevecht om de Oekraïense stad vond plaats tussen 19 februari 1943 en 15 maart 1943. Charkov was al op 21 oktober 1941 door de Duitsers veroverd, maar na de Duitse nederlaag in Stalingrad, werd de stad door de Sovjettroepen in februari 1943 heroverd. Onder leiding van veldmaarschalk Erich von Manstein lanceerden de Duitsers een tegenaanval, waarmee ze de Sovjets terug de stad in dreven. In de stad zelf ontstonden bittere straatgevechten, waarna de Duitsers uiteindelijk zegevierden.

## Het gevecht
Het SS-Pantserkorps, uitgerust met zware Tigertanks, speelde een doorslaggevende rol bij de verovering van de stad. Het pantserkorps beschikte onder andere over de Leibstandarte-SS "Adolf Hitler" en de 2e SS divisie Das Reich. Beide divisies waren net terug van verlof en geheel opnieuw uitgerust met zwaardere wapens. Ze waren dus op volle oorlogssterkte aanwezig.
Het SS-Pantserkorps, nu ondersteund met de 3e SS Totenkopfdivisie, kreeg de opdracht om Von Manstein's tegenaanval te leiden, waarbij het de Russische troepen in het speerpunt vernietigde en Heeresgruppe Süd wist te redden. De Leibstandarte trachtte ondertussen Charkov te heroveren. Na bittere straatgevechten en hoge verliezen aan beide zijden wisten de Duitsers, onder aanvoering van de Leibstandarte de Sovjets geheel uit de stad te verdrijven. Door het optreden van de Leibstandarte, hernoemde Hitler het stadsplein van Charkov naar "Leibstandarteplatz".

## Nasleep
De stad bleef nog enige tijd in handen van de asmogendheden, maar op 23 augustus 1943, als gevolg van de Slag om Koersk, moesten de Duitsers de stad toch definitief opgeven en zich terugtrekken.